# هنریک مامیان
هنریک آرامی مامیان (ارمنی: Հենրիկ Արամի Մամյան؛ زاده ۲۴ آوریل ۱۹۳۴ - درگذشته ۱۷ ژوئیهٔ ۲۰۱۴) نقاش اهل ارمنستان بود.

## زندگی‌نامه
وی در ۲۴ آوریل ۱۹۳۴ در ایروان  به دنیا آمد و از کالج دولتی هنرهای زیبای پانوس ترلمزیان (۱۹۵۳) و انستیتو دولتی هنری و نمایشی ایروان (۱۹۵۹) فارغ‌التحصیل گشت. وی همچنین برنده جوایزی همچون نقاش مردمی جمهوری ارمنستان (۲۰۱۰)، نقاش شایسته ارمنستان شوروی شد. وی در ۱۷ ژوئیهٔ ۲۰۱۴ در سن ۸۰ سالگی در ایروان درگذشت.